# Dani Ramírez
Daniel Ramírez Fernández, detto Dani (Leganés, 18 giugno 1992), è un calciatore spagnolo, centrocampista del Manisa.

## Caratteristiche tecniche
È un trequartista mancino, ma può essere anche schierato come esterno o come centrocampista centrale. Durante la fase di costruzione, è propenso a scendere in mezzo al campo per iniziare la fase di impostazione.
Fra le giocate che predilige il passaggio in verticale a tagliare la difesa e lo scavetto per superare gli avversari, con cui riesce a mettere in porta i compagni di squadra.

## Carriera

### Club

#### Gli inizi al Real Madrid
Cresciuto nelle giovanili del Real Madrid, disputa con la formazione "C" delle merengues 69 gare, siglando 19 reti. I primi gol arrivano il 30 settembre 2012, nella trasferta contro il CD Guijuelo, match in cui sigla una doppietta. Nella stagione 2013-2014, che il Real Madrid C chiude al nono posto in Segunda División B, veste spesso la fascia di capitano.

#### I trasferimenti in Spagna
Nel 2014 viene acquistato dal Valencia, che lo relega nella formazione "B", anch'essa in Segunda División B. Schierato spesso come trequartista, Ramírez realizza tre gol nell'arco dell'intero campionato. L'inizio della stagione successiva lo vede fuori dalle gerarchie della squadra, così a gennaio passa al Getafe, giocando ancora con la squadra B, realizzando una doppietta nella vittoria interna per 4-2 contro l'Amorebieta il 10 aprile 2016. A fine stagione passa all'Inter de Madrid, dove segna 4 gol in 19 gare.

#### L'approdo in Polonia
Le sue prestazioni vengono osservate dallo Stomil Olsztyn, che nell'agosto 2017 decide di acquistarlo. Con i biancoblu debutta il 2 settembre nella vittoria per 2 a 1 contro il Górnik Łęczna, disputando tutti i novanta minuti. Il primo gol arriva il 3 novembre dello stesso anno, nella trasferta a Mielec contro lo Stal.
Il 1 luglio 2018, la neopromossa ŁKS Łódź, decide di puntare su di lui per il primo anno in I. Liga. Con i biancorossi viene schierato spesso sull'esterno, e grazie ai suoi nove gol in 31 partite, il 4 maggio 2019 festeggia la promozione in Ekstraklasa con due turni di anticipo.
Per la stagione 2019-2020 viene confermato dalla squadra di Łódź, che ne fa il perno attorno al quale far ruotare la squadra. L'inizio è assai promettente, con un assist nel successo in trasferta contro il Cracovia e il primo gol in massima serie una settimana più tardi, contro il Lech Poznań. Nella prima metà di campionato realizza sei reti, di cui una doppietta nella sua ultima gara in maglia biancorossa, nella sconfitta interna per 2 a 4 contro il Wisła Cracovia.

#### Il passaggio al Lech Poznań
Il 6 febbraio 2020 Ramírez passa al Lech Poznań per 500.000 euro, andando a sostituire il partente Darko Jevtić. Debutta con i kolejorz il 22 febbraio, disputando 90 minuti contro il Cracovia. Il primo gol arriva il 3 marzo, nella vittoria per 4-1 contro il Górnik Zabrze.
Nella stagione 2020-2021 Ramírez cambia numero di maglia, indossando il 10 che era appartenuto a Darko Jevtić fino all’anno precedente. Il 26 agosto 2020 Ramírez debutta in campo internazionale, durante la gara vinta 3-0 contro i lettoni del Valmiera a Poznań. Il primo gol in campionato arriva il 12 settembre 2020, nella trasferta di Wrocław pareggiata per 3-3 contro lo Śląsk. Il 1 ottobre arriva invece il primo gol a livello europeo, quando al 34’ del primo tempo sblocca la gara contro il Charleroi con un sinistro da fuori area nettamente deviato da un difensore che trafigge il portiere avversario. Pochi giorni più tardi, nella trasferta di Gliwice, realizza uno splendido gol in pallonetto su assist di Kamiński portando i kolejorz sullo 0-2. Il girone di ritorno non si dimostra altrettanto positivo per lo spagnolo, che è costretto a saltare il ritiro in Turchia a causa di alcuni problemi fisici non riuscendo a mettere in campo la stessa qualità che lo aveva contraddistinto nell'anno precedente. 
Nel 2021-2022, con l'arrivo di Maciej Skorża sulla panchina dei kolejorz e l'exploit di João Amaral, si ritrova rilegato in panchina, giocando per la maggior parte solo i finali di gara. A maggio 2022 si laurea campione di Polonia. 

## Statistiche

### Presenze e reti nei club
Statistiche aggiornate al 23 maggio 2022.
| Stagione                 | Squadra                  | Campionato               | Campionato | Campionato | Coppe nazionali | Coppe nazionali | Coppe nazionali | Coppe continentali | Coppe continentali | Coppe continentali | Altre coppe | Altre coppe | Altre coppe | Totale | Totale |
| Stagione                 | Squadra                  | Comp                     | Pres       | Reti       | Comp            | Pres            | Reti            | Comp               | Pres               | Reti               | Comp        | Pres        | Reti        | Pres   | Reti   |
| ------------------------ | ------------------------ | ------------------------ | ---------- | ---------- | --------------- | --------------- | --------------- | ------------------ | ------------------ | ------------------ | ----------- | ----------- | ----------- | ------ | ------ |
| 2012-2013                | Real Madrid C            | SDB                      | 33         | 10         |                 | -               | -               |                    | -                  | -                  |             | -           | -           | 33     | 10     |
| 2013-2014                | Real Madrid C            | SDB                      | 36         | 9          |                 | -               | -               |                    | -                  | -                  |             | -           | -           | 36     | 9      |
| Totale Real Madrid C     | Totale Real Madrid C     | Totale Real Madrid C     | 69         | 19         |                 | -               | -               |                    | -                  | -                  |             | -           | -           | 69     | 19     |
| 2014-2015                | Valencia Mestalla        | SDB                      | 32         | 3          |                 | -               | -               |                    | -                  | -                  |             | -           | -           | 32     | 3      |
| 2015-gen. 2016           | Valencia Mestalla        | SDB                      | 1          | 0          |                 | -               | -               |                    | -                  | -                  |             | -           | -           | 1      | 0      |
| Totale Valencia Mestalla | Totale Valencia Mestalla | Totale Valencia Mestalla | 33         | 3          |                 | -               | -               |                    | -                  | -                  |             | -           | -           | 33     | 3      |
| gen.-giu. 2016           | Getafe B                 | SDB                      | 18         | 3          |                 | -               | -               |                    | -                  | -                  |             | -           | -           | 18     | 3      |
| 2016-2017                | Inter de Madrid          | TD                       | 19         | 4          |                 | -               | -               |                    | -                  | -                  |             | -           | -           | 19     | 4      |
| 2017-2018                | Stomil Olsztyn           | 1L                       | 24         | 1          | CP              | 0               | 0               |                    | -                  | -                  |             | -           | -           | 24     | 1      |
| 2018-2019                | ŁKS                      | 1L                       | 31         | 9          | CP              | 0               | 0               |                    | -                  | -                  |             | -           | -           | 31     | 9      |
| 2019-feb. 2020           | ŁKS                      | EK                       | 20         | 6          | CP              | 1               | 0               |                    | -                  | -                  |             | -           | -           | 21     | 6      |
| Totale ŁKS               | Totale ŁKS               | Totale ŁKS               | 51         | 15         |                 | 1               | 0               |                    | -                  | -                  |             | -           | -           | 52     | 15     |
| feb.-lug. 2020           | Lech Poznań              | EK                       | 16         | 4          | CP              | 2               | 0               |                    | -                  | -                  |             | -           | -           | 18     | 4      |
| 2020-2021                | Lech Poznań              | EK                       | 30         | 6          | CP              | 4               | 2               | UEL                | 10                 | 1                  |             | -           | -           | 44     | 9      |
| 2021-2022                | Lech Poznań              | EK                       | 26         | 1          | CP              | 5               | 1               |                    | -                  | -                  |             | -           | -           | 31     | 2      |
| Totale Lech Poznań       | Totale Lech Poznań       | Totale Lech Poznań       | 72         | 11         |                 | 11              | 3               |                    | 10                 | 3                  |             | -           | -           | 94     | 17     |
| Totale carriera          | Totale carriera          | Totale carriera          | 286        | 56         |                 | 12              | 3               |                    | 10                 | 1                  |             | -           | -           | 308    | 60     |

## Palmarès

### Club

#### Competizioni nazionali
- Campionato polacco: 1

Lech Poznań: 2021-2022